# 萨达 (纳瓦拉)
萨达（西班牙語：Sada）是西班牙纳瓦拉的一个市镇。总面积13平方公里，总人口224人（2001年），人口密度17人/平方公里。